# Canon van de vijf orden in de architectuur

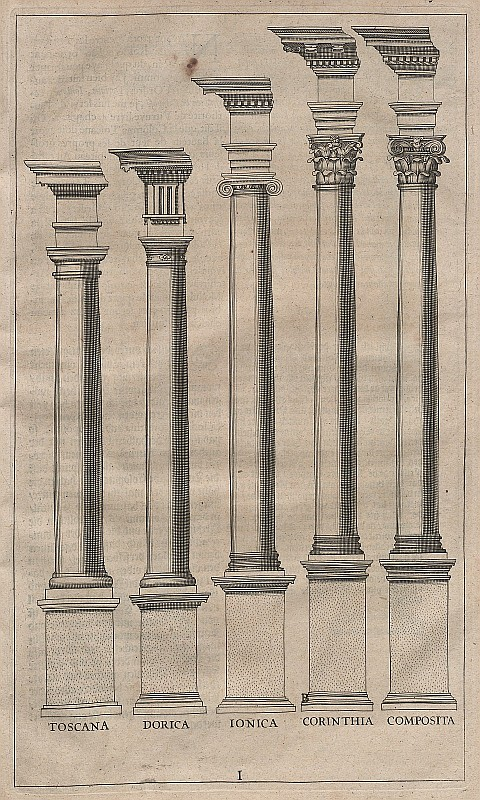
De vijf orden, plaat I

Canon van de vijf orden in de architectuur (Italiaans: Regola delli cinque ordini d'architettura) is een boek over architectuur van Giacomo Barozzi da Vignola uit 1562 dat wordt beschouwd als een van de succesvolste architectonische studieboeken ooit samengesteld, hoewel er geen tekst in voorkwam met uitzondering van de noten en de introductie. Oorspronkelijk was het gepubliceerd in het Italiaans als Regola delli cinque ordini d'architettura. 

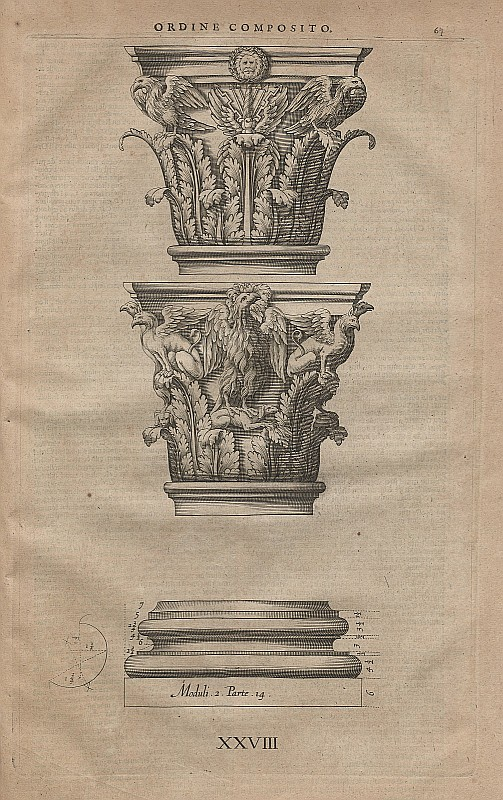
Het kapiteel van de Coposiete orde

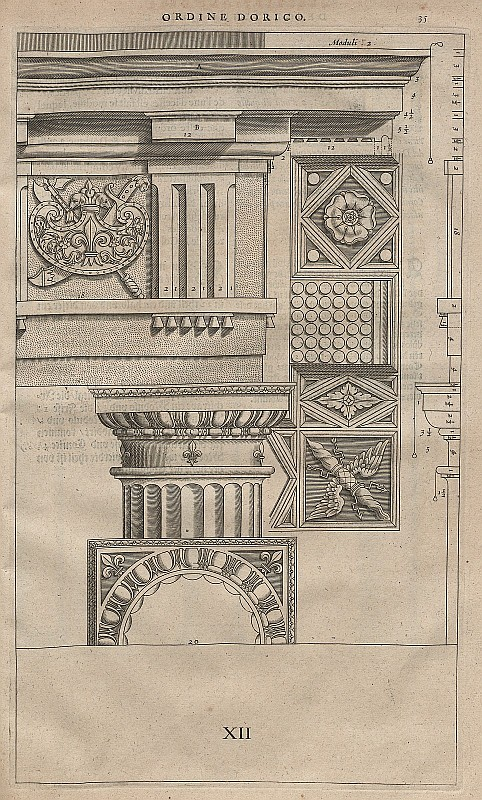
De Dorische orde, plaat XII

Vignola was een Italiaanse renaissance-architect en assistent van Michelangelo Buonarroti gedurende zijn werk aan de Sint-Pietersbasiliek. Hij was ook een van de architecten van het Palazzo Farnese en Il Gesù. Vignola volgde de voorbeelden uit het klassieke Romeinse werk De architectura van Vitruvius en de vijf boeken van de Regole generali d'architettura van Sebastiano Serlio die vanaf 1537 werden gepubliceerd, en schreef een architecturaal leerboek over de klassieke bouworden, die meer praktisch was dan de twee eerdere boeken die een meer filosofische insteek hadden. Het werd geschreven gedurende de jaren 1550 en gepubliceerd in 1562 en werd al gauw beschouwd als het meest praktische werk voor de toepassing van de vijf bouworden. Op de introductie na bestond het boek volledig uit 32 geannoteerde platen met gezichten van het Pantheon illustrerend de Korinthische orde en het theater van Marcellus voor de Dorische orde. Latere edities hadden meer illustraties.
In de daaropvolgende eeuwen werd het boek vele keren herdrukt, vertaald en gebruikt als inspiratiebron, zoals voor het werk van William Robert Ware uit 1904 met de titel The American Vignola. Tegen 1700 was het boek 15 keer herdrukt in het Italiaans en was het vertaald in het Nederlands, Engels, Frans, Duits, Russisch en Spaans. Tegen het einde van de 20e eeuw waren er meer dan 250 edities van het boek gepubliceerd.
Het boek omvat de vijf bouworden, de Toscaanse, de Dorische, de Ionische, de Korinthische en de Composiete orde, in verschillende secties, ieder onderverdeeld in vijf delen, te weten de colonnade, de arcade, de arcade met piëdestal, individuele piëdestals, en ten slotte hoofdgestellen en kapitelen. In die vijfentwintig delen komen ook fragmenten voor over kroonlijsten en andere elementen.